# Теофилакт Симоката
Теофилакт Симоката (на гръцки: Θεοφύλακτος Σιμοκάτ(τ)ης; Theophylaktos Simokates; на лат.: Theophylactus Simocatta; 580/585 - ок. 636/640) e късноантичен ранновизантийски историк от началото на 7 век. Допълнителното му име Симоката (нос на котка) се основава вероятно на неговия външен вид.
Произлиза от източноримската провинция Египет, вероятно от гр. Александрия. Роден е около 580 г. Получава образованието си по реторика и право в Египет. По времето на император Фока, между 602 и 610 г., отива в Константинопол. Служи при Ираклий (610-641) като чиновник в различни функции. Вероятно става и градски префект на Константинопол.
Теофилакт пише сбирка от писма, произведението Quaestiones physicae и историческото произведение Historien в 8 тома. Това произведение се смята за последното късно-антично произведение. Той продължава историята на Менандер Протектор († сл. 582) и пише за събитията по време на император Маврикий (582–602), особено за войните против сасанидите и славяните. Произведението е написано на старогръцки език, съдържа обаче и нови форми от средно-византийското време. Забелязва се на места неговата липса на военен опит.
Произведението „История“ е използвано през 800 г. от Теофан. Фотий прави кратко описание за своята „Bibliotheke“. През 1604 г. Й. Понтанус в Инголщат издава първото издание (editio princeps).

## Издания и преводи
- Carl Gotthard de Boor: Theophylacti Simocattae historiae. Leipzig 1887; Neuauflage hrsg. von P. Wirth. Stuttgart 1972.
- Peter Schreiner: Theophylaktes Simokates: Geschichte. Stuttgart 1985.
- Michael Whitby, Mary Whitby: The History of Theophylact Simocatta. An English Translation with Introduction and Notes. Oxford 1986.
- Nicolaus Copernicus: Theophylacti scolastici Simocati epistolae morales, rurales et amatorie interpretatione latina. Johann Haller, Krakau 1509.